# 정공권
정공권(鄭公權, ? ~ 1382년)은 고려 후기의 문신이다. 초명(初名)은 정추(鄭樞)로 공권(公權)은 그의 자(字)이다. 호는 원재(圓齋)이다.

## 생애
공민왕 초에 과거에 급제하여 예문관검열(藝文館檢閱)에 보임되었다. 공민왕 6년(1357년) 9월 여러 도(道)에 염철별감(塩鐵別監)을 나누어 보냈는데, 좌사간(左司諫)으로써 우간의(右諫議) 이색(李穡), 기거사인(起居舍人) 전녹생(田祿生), 우사간(右司諫) 이보림(李寶林)과 함께 글을 올려 염철(塩鐵)이라는 이름은 적절하지 못하다고 간언하였다.
여러 관직을 거쳐 공민왕 15년(1366년) 좌사의대부(左司議大夫)가 되었으며, 친척으로써 신돈(辛旽)이 나랏일을 그르치고 있다며 비방하는 상소를 올리려는 정언(正言) 이존오(李存吾)를 따랐다. 상소가 올라가자 왕은 노하여 상소를 태워버리게 하고 정추와 이존오를 불러서 면전에서 꾸짖으며 그들을 순군옥에 가두고 찬성사(贊成事) 이춘부(李春富), 밀직부사(密直副使) 김란(金蘭), 첨서밀직(簽書密直) 이색(李穡), 동지밀직(同知密直) 김달상(金達祥)에게 명령하여 국문하게 하였다.
심문 과정에서 정공권은 상소를 올리도록 뒤에서 사주한 자가 누구냐는 질문에 "우리 부자는 서로 대를 이어 간대부(諫大夫)를 맡아 나라로부터 은혜를 두텁게 받았소. 임금께서 사람답지 않은 사람에게 정치를 맡겨서 사직이 위태롭게 될 것이므로 사람마다 분노하며 한탄하는 까닭에, 언관(言官)의 자리에 있으면서 묵묵히 있을 수 없으니 어찌 다른 사람이 말하기를 기다리겠소? 또 신돈이 위복(威福)을 함부로 하는 것은 길가는 사람도 다 보고 있는데, 누가 감히 꾄단 말이오?"라고 대답했고, 어떤 사람이 정공권에게 경천흥(慶千興)과 원송수(元松壽)가 부추겼다고 말하면 죽음을 면할 수 있을 것이라며 그에게 권하였으나 정공권은 이를 거절하였다. 이색이 이춘부에게 말하여 정공권과 이존오는 사형을 면할 수 있었으며 정공권은 동래현령(東萊縣令)으로 내쳐졌다. 이존오는 장사감무(長沙監務)로 쫓겨난 지 얼마 뒤에 그곳에서 사망하였다.
신돈이 실각한 뒤인 공민왕 20년(1371년)에 정공권은 다시 소환되어 좌간의(左諫議)에 임명되었고, 뒤에 성균대사성(成均大司成)으로 정당문학(政堂文學) 백문보(白文寶) · 전녹생(田祿生)과 함께 강녕부원대군(江寧府院大君) 우(禑)의 사부로 임명되었다. 우왕이 즉위하자 좌대언(左代言)에 임명되었으며, 첨서밀직(簽書密直)과 정당문학(政堂文學)를 역임하였고 수성익조공신(輸誠翊祚功臣)의 칭호를 하사받았다. 우왕 2년(1376년) 3월에는 첨서밀직사사(簽書密直司事)로써 예안현(禮安縣)에 우왕의 태를 안치하는 임무를 맡았다.
우왕 8년(1382년) 7월에 등창이 나서 사망하였다. 《고려사》에는 항상 권세 있는 간신이 권력을 마음대로 하는 것을 미워하고 분개하여 불평하던 끝에 화병으로 등창을 얻었다고 적고 있다. 시호(謚號)를 문간(文簡)이라 하였다.
저서로는 《원재집》(圓齋集)이 있었다고 한다.

## 인물
《고려사》 열전에는 성품은 공손하고 검소하면서 신중하고 후덕하였으며, 올바르게 관직에 임하였다고 평하고 있다. 또한 당시 유교적 의례로써의 가묘(家廟) 제도가 폐지되었으나, 정공권은 제기(祭器)를 별실(別室)에 간직하고 제사 지낼 때는 반드시 자신의 손으로 직접 씻었으며 제수는 정갈하게 하는 데 힘썼다고 한다.

## 가족관계
아들은 정총(鄭摠) · 정승(鄭拯) · 정탁(鄭擢) · 정지(鄭持)이다.

## 같이 보기
- 이존오
- 김달상